# Rick Rubin
Frederick Jay (Rick) Rubin (Long Beach (New York), 10 maart 1963) is een Amerikaans muziekproducent en voormalig voorzitter van Columbia Records. Samen met Russell Simmons is hij de oprichter van Def Jam Recordings en American Recordings.
Rubin heeft gewerkt met artiesten als Red Hot Chili Peppers, The Cult, Johnny Cash, Run-D.M.C., Slayer, Beastie Boys, Weezer, Jay-Z, Kanye West, Adele, Metallica, AC/DC, Joe Strummer, Aerosmith, Linkin Park, Josh Groban, Danzig, Slipknot, System of a Down, Eminem, Black Sabbath, ZZ Top, Kid Rock, Ed Sheeran en Justin Bieber. In 2007 werd hij door MTV "de belangrijkste producer van de afgelopen 20 jaar" genoemd en hetzelfde jaar stond hij op de lijst van "100 invloedrijkste personen ter wereld" van Time.

## Biografie
Dit overzicht is mogelijk incompleet; u kunt helpen door het uit te breiden.
Rubin werd geboren op 10 maart 1963 in Long Beach, Nassau County, New York en groeide op in Lido Beach, in een Joodse familie. Op de Long Beach High School raakte hij bevriend met Steve Freeman, het hoofd van de audiovisuele sectie van de school. Hij gaf hem wat gitaarlessen en songwriting tips. Hij hielp hem daarna een punkband op te richten, The Pricks. Hun grootste gooi naar faam, was uit de CBGB gezet te worden. 

### Def Jam jaren
Tijdens zijn laatste jaar richtte Rubin Def Jam Recordings op. Hij vormde de band Hose, geïnspireerd door Flipper. De band ging uit elkaar in 1986, omdat Rubin zijn passie verschoof naar de New Yorkse hiphopscene.
Hij leerde hiphop produceren van leden van Zulu Nation.
- Bibsys: 90167598
- Biblioteca Nacional de España: XX1546174
- Gemeinsame Normdatei: 134503562
- International Standard Name Identifier: 0000 0000 8403 4216
- Library of Congress Control Number: n93075739
- MusicBrainz: 07aebfa0-55d6-47e0-a284-12330e3eae0d
- Nationale Bibliotheek van Tsjechië: osd2009549353
- Nationale Bibliotheek van Israël: 987012329656205171
- Trove: 1453814
- Virtual International Authority File: 100245607
- WorldCat: E39PBJbRj9k6PtxQgDjrqvD8YP